# Porcellio pusillus
Porcellio pusillus là một loài chân đều trong họ Porcellionidae. Loài này được Arcangeli miêu tả khoa học năm 1936.